# Berchez, Maramureș

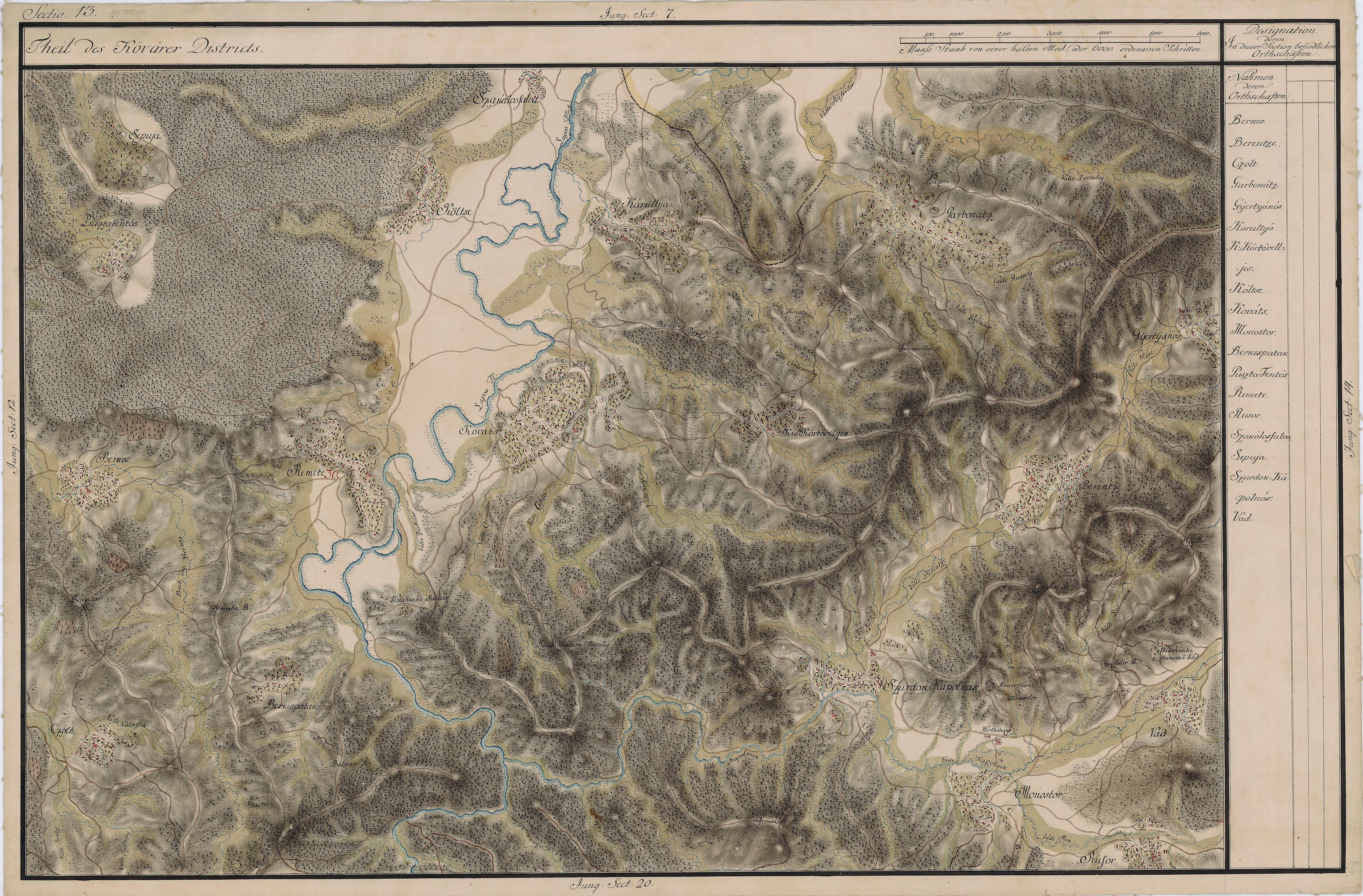
Berchez pe Harta Iosephină a Transylvaniei

Berchez este un sat în comuna Remetea Chioarului din județul Maramureș, Transilvania, România. Se află la 24 km distanță de Baia Mare.

## Istoric
În veacurile XIV-XVI a fost oraș și a avut căpitănie. 
După distrugerea Cetății Chioarului (1713), sediul districtului Chioar se mută, pentru o vreme, la Berchez. 
Prima atestare documentară: 1351 (Berkes). 

## Etimologie
Etimologia numelui localității: din n.fam. Bercheș (< magh. berek „pădureț" + suf. -es). 

## Demografie
La recensământul din 2011, populația era de 638 locuitori, majoritatea maghiari. 

## Monumente istorice
- Biserica Reformată (sec. XV-XIX)
- Biserica „Sfântul Ioan Botezătorul” (sec. XIX).